# Репнинские
Репнинские — дворянский род.
Происходит от фельдмаршала князя Аникиты Ивановича Репнина, дети которого от брака, признанного недействительным, получили (1732) дозволение именоваться Репнинские. 
Один из них, Николай Никитич (или Аникитич), флигель-адъютантом при принце Антоне-Ульрихе (1741), а потом полковником Белозерского полка.
Среди его детей известен генерал-поручик Яков Николаевич. Из его детей:
- Степан Яковлевич (1773—1851), российский командир эпохи наполеоновских войн, генерал от кавалерии.
- Сергей Яковлевич (1775—1818), российский командир эпохи наполеоновских войн, генерал-майор.
- Елена Яковлевна, жена военного и государственного деятеля Н. С. Сулимы.
- Николай Яковлевич (1790—1841), российский генерал-майор[2].

Род Репнинских внесён в I, II и III части родословных книг Московской и Херсонской губерний.

## Описание герба
В серебряном щите чёрная коронованная гарпия, держащая во рту лазоревую стрелу, острием влево.
Щит увенчан дворянскими шлемом и короною. Нашлемник: чёрное орлиное крыло. Намёт: чёрный, с серебром. Герб Репнинского внесён в Часть 11 Общего гербовника дворянских родов Всероссийской империи, стр. 96.

## См.также
- Репнины